# Амбруаз Нормандский

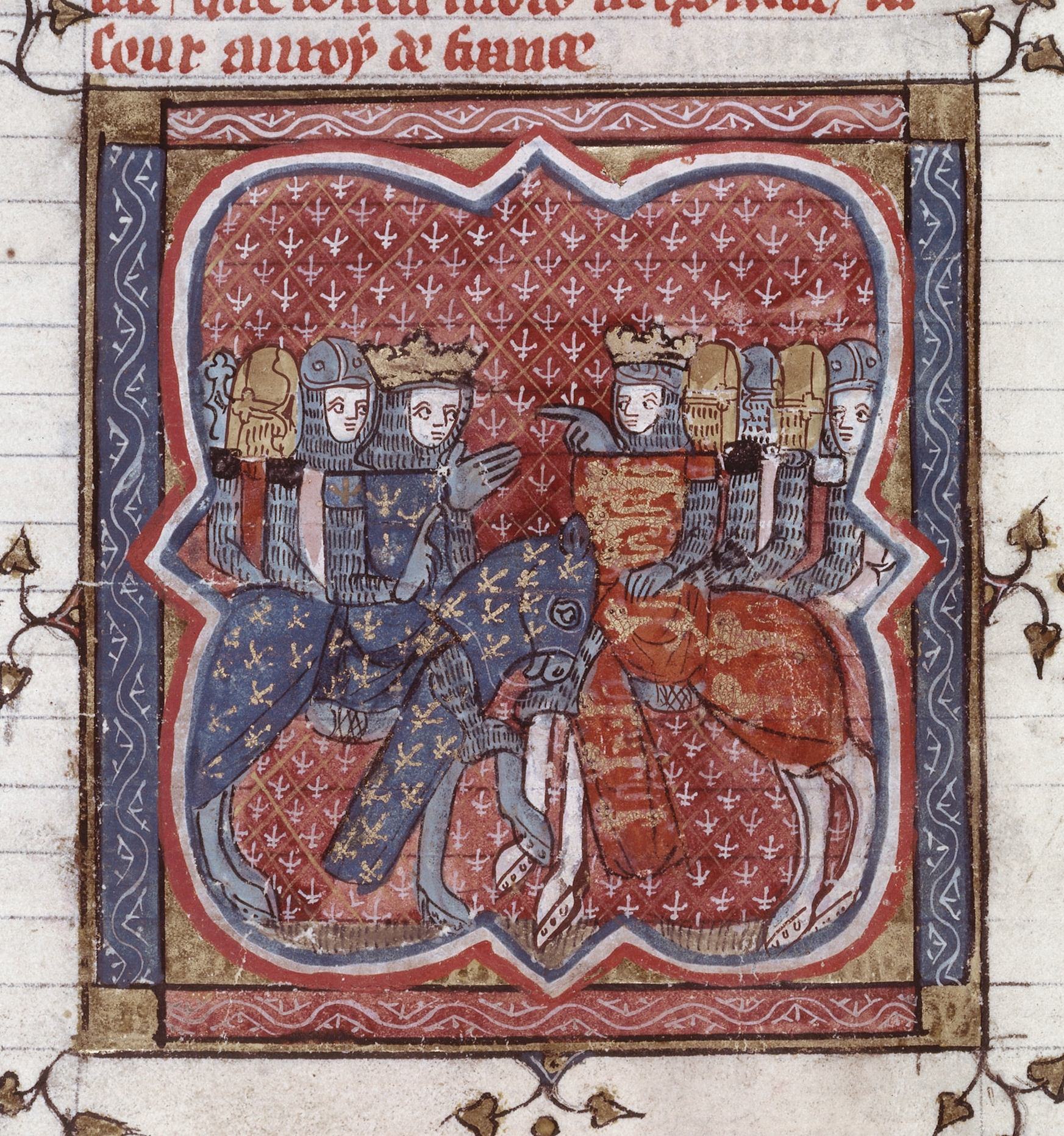
Встреча Ричарда Львиное Сердце с Филиппом Августом в Палестине. Миниатюра рукописи «Иерусалимской истории» Гийома Тирского, 1330—1340 гг.

Амбруаз Нормандский, или просто Амбруаз (фр. Ambroise, англ. Ambroise of Normandy, лат. Ambrosius; ум. после 1195, 1196 или 1199) — нормандский хронист и трувер, один из летописцев Третьего крестового похода и биографов короля Ричарда Львиное Сердце, автор рифмованной хроники «История Священной войны» (фр. L'Estoire de la guerre sainte).

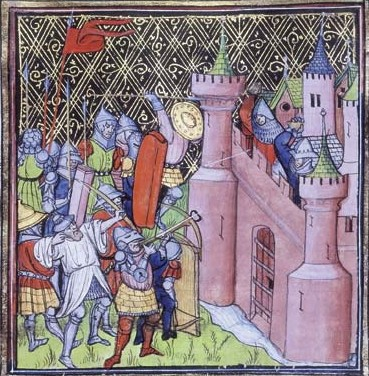
Осада Акры (1189—1191). Миниатюра английской рукописи середины XIV в.

## Биография

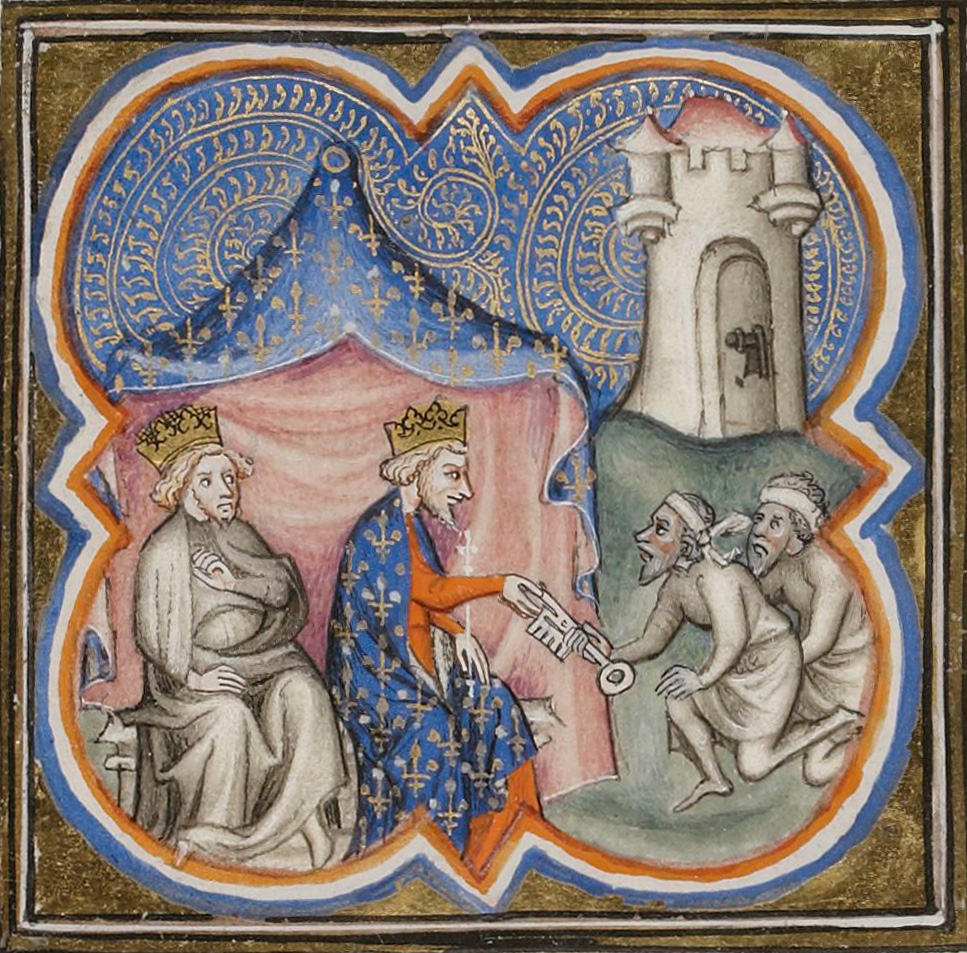
Ричард I и Филипп Август принимают ключи от Акры. Миниатюра рукописи «Больших французских хроник», 1375—1380 гг.

Биографические сведения почти отсутствуют и могут быть извлечены лишь из его собственного сочинения. Неизвестно, когда он родился, какое получил образование и имел ли духовный сан. Возможно, он был уроженцем Эврё в Нормандии и служил каноником в Реймсе. По другим данным, он был секретарём королевского суда в Анжу. Также возможно, что он был близок ко двору Алиеноры Аквитанской в Пуатье.

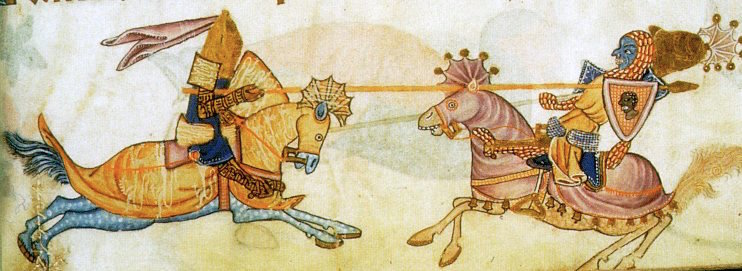
Поединок Ричарда I с султаном Саладином. Миниатюра Псалтыри Латрелла, вторая четверть XIV в.

С Ричардом Львиное Сердце, он, по-видимому, познакомился ещё в 1170-х годах, когда тот был графом Пуату, после смерти в 1189 году Генриха II Плантагенета сопровождал нового короля на коронацию в Англию, а затем отправился с ним в Святую землю, возможно, в качестве придворного менестреля.

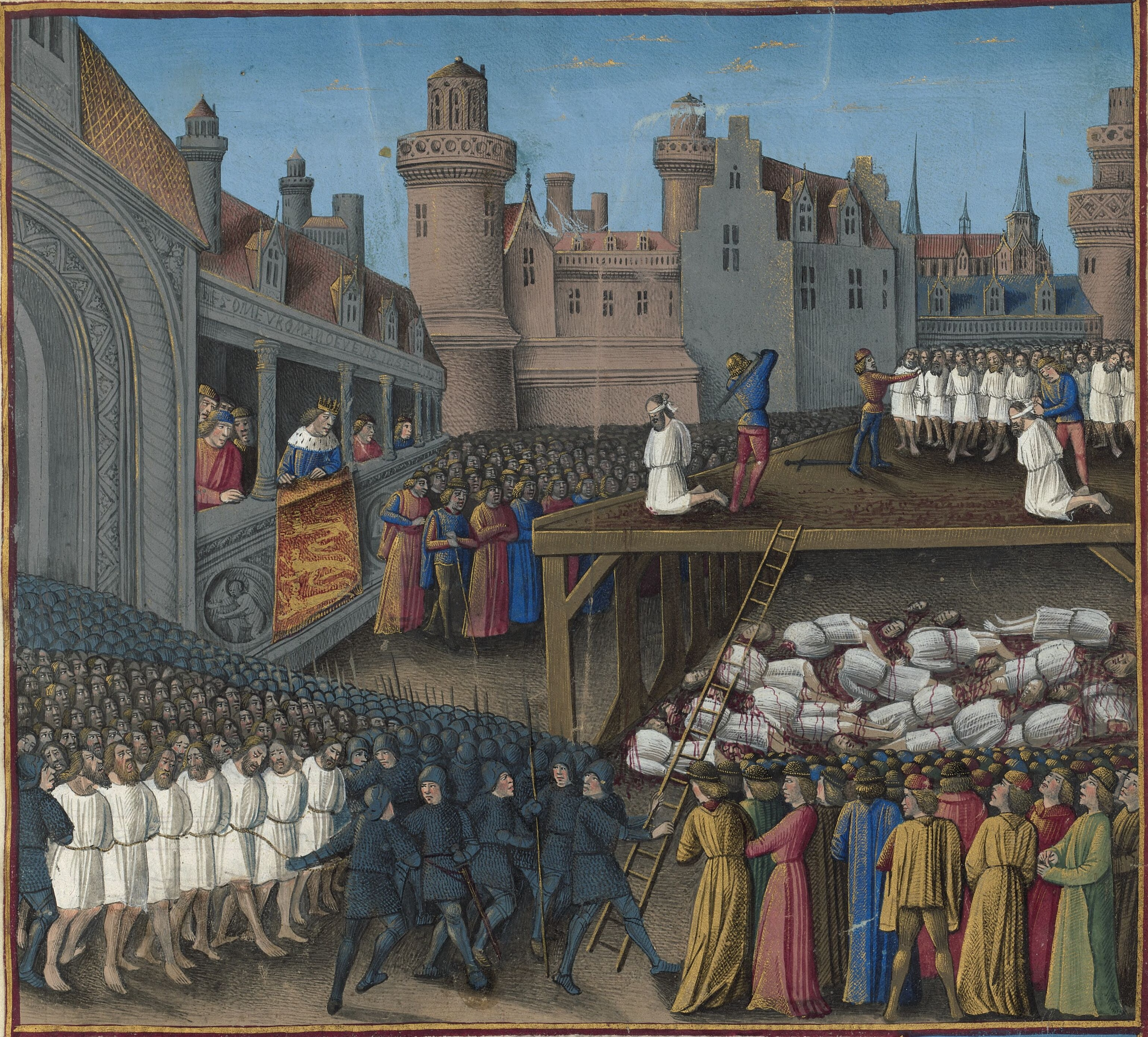
Избиение пленных мусульман в Акре по приказу Ричарда Английского. Миниатюра Жана Коломба из книги Себастьена Мамро «Походы французов в Утремер» (1474)

В военных действиях личного участия, вероятно, не принимал, являясь, однако, их очевидцем и получая информацию явно из первых рук. В частности, наблюдал разорение королевским войском Мессины, пребывание Ричарда I на Кипре и штурм им Лимасола, осаду Акры (1189—1191) и неудачный поход на Иерусалим, сражение при Арсуфе (сентябрь 1191 г.), в котором находился среди рядовых воинов, битву при Яффе (август 1192 г.), казнь английским королём 2 500 пленных сарацин и пр.
Обстоятельства дальнейшей жизни, а также места и времени смерти Амбруаза по завершении крестового похода остаются неизвестными. Вероятно, он окончил свои дни между 1196 и 1199 годами не в Англии, а на континенте, возможно, в Реймсе или Пуатье.

## Хроника
Его основное сочинение, старофранцузская рифмованная «История Священной войны» (фр. L'Estoire de la guerre sainte), известная также как «Хроника Амбруаза», охватывает события начиная со взятия Иерусалима Саладином в 1187 году до освобождения Ричарда Львиное Сердце из австрийского плена в 1199-м, и состоит из 12313, 12332 или 12352 октосиллабических стихов.
Амбруаз удивительно точен в своей хронологии и, очевидно, основывался на собственных записях, делавшихся во время паломничества в Святую землю. Другими источниками ему служили рассказы участников и очевидцев, которых он, описывая битву под Яффой, перечисляет поимённо, и на которых позже ссылается его младший современник Ральф Коггсхоллский, а также гипотетический дневник осады Акры, составлявшийся в ставке Ричарда I.
Как историк Амбруаз не демонстрирует ни большой политической проницательности, ни осведомлённости в военных вопросах, но с наивной живостью стремится объективно и точно описать всё, что видел сам, практически не искажая фактов. Настроенный против как сарацин, так и французов, он далеко небеспристрастен, что проявляется в его отношении к партии, поддерживавшей Конрада Монферратского против Ги де Лузиньяна.
Амбруаза скорее можно рассматривать как биографа, нежели обстоятельного летописца крестового похода, но его «История Священной войны» является довольно ценным источником о событиях 1190—1192 годов в Утремере, существенно дополняя разнообразными подробностями сочинения современников, в первую очередь хронику другого участника крестового похода Роджера Ховеденского. Так, рассказывая о штурме Ричардом Мессины в начале сентября 1190 года, он указывает на предательскую роль его неверного союзника, французского короля Филиппа Августа, сообщая о сватовстве Генриха II Шампанского к королеве Иерусалима Изабелле в апреле 1192 года, отмечает, что колебавшийся граф был впечатлён очаровательной внешностью вдовы убитого ассасинами Конрада Монферратского, а описывая поход Ричарда в августе-сентябре 1191 года на Яффу, указывает, что ряды всадников в его войске были настолько плотны, что нельзя было бросить яблоко, не попав в воина или в лошадь.
Ричард I Львиное Сердце выведен в поэме-хронике Амбруаза в качестве персонажа эпического, не только непобедимого воителя, в сражении способного одним ударом меча снести голову и отрубить руку закованному в латы мусульманскому эмиру, но и неутомимого труженика, не гнушавшегося носить на своих плечах брёвна для строительства осадных машин. Но за всей этой апологетикой выступает личность довольно противоречивая, воинская доблесть в которой сочетается с недальновидностью и горячностью, несвойственной опытному полководцу. Чтобы указать читателю на это, хронист специально выдумывает диалог между Саладином и сопровождавшим короля в походе епископом Солсберийским Хьюбертом Уолтером:

Они собрались вместе и долго говорили.

О Ричарда победах стал вспоминать султан,

Епископ же в ответ ему повел такую речь:

«О короле моем я много могу вам рассказать,

И что он лучший рыцарь, каких нет в этом мире,

И воин превосходный, но если бы кто смог

В себе соединить достоинства его и ваши,

То с тех времен, как мир был Богом сотворен,

Другого б не нашлось такого храбреца».

Когда епископ кончил, султан сказал ему:

«Сколь мужествен король, я знаю хорошо,

Но слишком он безумно ведет свою войну!

А я, каким бы ни был великим королем,

Хотел иметь бы разум, умеренность и щедрость

Скорее бы, чем храбрость, которой меры нет»
Книги 2-6 «Итинерария паломничества и деяний короля Ричарда» (лат. Itinerarium Peregrinorum et Gesta Ricardi regis), латинского прозаического повествования о событиях Третьего крестового похода, составленного между 1216 и 1222 годом главой лондонского приората Святой Троицы у ворот Олдгейт Ричардом де Темплом, опираются на хронику Амбруаза или же являются её вольным переводом. Однако, первая книга «Итинерария», несомненно, содержит оригинальные сведения, к тому же, всё это сочинение переполнено риторическими оборотами, несвойственными стилю нормандского трувера.
Некоторые историки XIX — первой половины XX века рассматривали сочинение Ричарда де Темпла в качестве первоисточника для «Истории Священной войны», подобной точки зрения, например, придерживался опубликовавший его в 1864 году в академической Rolls Series епископ Уильям Стэббс, но убедительных доказательств эта гипотеза так и не получила. Вовсе не исключено, что оба автора вместе побывали с Ричардом в Святой земле, но создали в разное время два независимых произведения, дополнивших друг друга, или же основанных на общих источниках. Тем не менее, ряд исследователей до сих пор ставят под сомнение авторство Амбруаза, считая, по крайней мере, его труд вторичным.

## Рукописи и издания
Единственная известная полная рукопись хроники Амбруаза, датируемая концом XIII века, хранится в собрании Ватиканской апостольской библиотеки (Reginensi latini, MS 1659, f. 1ra-89v); также известны два более поздних фрагмента, один из которых находится ныне в библиотеке раритетных книг Университета Кэйо (Токио).
Ещё в первой половине XVIII века выписки из ватиканской рукописи «Истории Священной войны» сделал учёный монах-бенедиктинец из конгрегации святого Мавра Бернар де Монфокон. В 1844 году отрывки из хроники Амбруаза опубликовал в Мангейме в немецком переводе филолог Адальберт фон Келлер, а в 1885 году их переиздали в Ганновере в 27 томе серии «Scriptores» учёные редакторы «Monumenta Germaniae Historica». Но ценность хроники как источника впервые обосновал только французский филолог-медиевист Гастон Парис, подготовивший в 1897 году её оригинальное комментированное издание.
Новейший английский перевод хроники выпущен был в 2003 и 2011 годах в Ипсвиче в двух томах под редакцией профессора кафедры французского языка Бристольского университета Марианны Дж. Эйлс и историка-медиевиста профессора Редингского университета (Беркшир) Малколма Барбера. Комментированная академическая публикация подготовлена была к изданию в 2014 году профессором средневековой литературы университета Париж III Новая Сорбонна Катрин Круази-Наке.

## Публикации
- Beiträge zur kunde mittelalterlicher Dichtung aus italiänischen Bibliotheken, hrsg. von Adelbert von Keller. — Mannheim: Bassermann, 1844. — vi, 718 p.
- L’estoire de la Guerre Sainte, histoire en vers de la troisième croisade (1190—1192) par Ambroise, publiée et traduite d’après le manuscrit unique du Vatican et accompagnée d’une introduction, d’un glossaire et d’une table des noms propres par Gaston Paris. — Paris: Imprimerie nationale, 1897. — [vii], xcv, 579 p. — (Collection de documents inédits sur l’histoire de France).
- Ambroise. Itinerarium regis Ricardi. Edited by M. T. Stead. — London: S.P.C.K., 1920. — 64 p.
- Ex Ambrosii carmine de Ricardi I itinere sacro. Hrsg. von Felix Liebermann // Monumenta Germaniae Historica. — Tomus 27. — Leipzig: Hiersemann, 1925. — pp. 532–546. — (Scriptorium series).
- The Crusade of Richard Lion-Heart Records by Ambroise. Translated by Merton Jerome Hubert, with notes and documentation by John L. La Monte. — New York: Columbia University Press, 1941. — xi, 478 p. — (Records of civilization, sources and studies, 34).
- Ambroise. L’Estoire de la Guerre Sainte. An edition, ph. d. dissertation, by Paul Jiries Amash. — Chapel Hill: University of North Carolina, 1965. — xxxiii, 470 p.
- Ambroise. The History of the Holy War: Ambroise’s Estoire de la Guerre Sainte. Edited and translated by Marianne J. Ailes, and Malcolm Barber. — Volume 1. — Ipswich: Boydell Press, 2003. — 464 p. — ISBN 978-1-84383-001-6.
- Ambroise. The History of the Holy War: Ambroise’s Estoire de la Guerre Sainte. Edited and translated by Marianne J. Ailes, and Malcolm Barber. — Volume 2. — Ipswich: Boydell Press, 2011. — 234 p. — ISBN 978-1-84383-662-9.
- Ambroise. L’estoire de la Guerre Sainte, édité par Catherine Croizy-Naquet. — Paris: Champion, 2014. — 1032 p. — (Les classiques français du Moyen Âge, 174).